# Florence de Comblé
Pour les articles homonymes, voir Sainte-Florence.
Florence de Comblé est une jeune phrygienne qui a suivi saint Hilaire (303-367) lors de son retour d'exil ordonné par l'empereur. Il la consacra à Dieu et lui offrit de se retirer à Comblé, village à l'est de Celle-l'Évescault qui faisait partie de ses nombreuses propriétés. Elle y vécut jusqu'à l'âge de 29 ans dans les prières et les mortifications. Elle est vénérée comme sainte par l'Église catholique.
Comblé fait aujourd'hui l'objet d'un pèlerinage chrétien en l'honneur de sainte Florence.

## Fête chrétienne
- Le 1er décembre